# Sunnoveus
Sunnoveus war vor 620 Bischof von Köln.
Von ihm ist nur der Name und (von Gelenius) als unbelegtes Todesdatum der 30. September überliefert.